# David Soren
David I. Soren (n. 19 de abril de 1973) es un director canadiense, escritor, actor de voz y artista de guion gráfico en DreamWorks Animation. Su trabajo más notable es largometraje de animación de 2013: Turbo, el cual se basa en su propio concepto original. Anteriormente era el specials navideño de TV basado en la franquicia de la película de Madagascar, Merry Madagascar y Madly Madagascar.

## Biografía

### Primeros años y carrera en la animación
Soren nació en Toronto, Canadá, se crio en Hamilton, y se graduó en Sheridan College. Su proyecto final de estudiante, un cortometraje de animación Mr. Lucky, recibió muchos elogios, y fue aceptado en la competencia para el Premio de la Academia 1997. Antes de trabajar para DreamWorks, él trabajó en el Nelvana Toronto como animador y artista del storyboard. En DreamWorks trabajó como artista de cuentos en Chicken Run, Shrek y Vecinos invasores, y como jefe de historia en El espantatiburones. En 2009, dirigió y escribió su primera película, un especial de Navidad de televisión, Merry Madagascar, seguido de un especial de 2013 del día de San Valentín de TV, Madly Madagascar, también escrito y dirigido por Soren.

## Filmografía
- The Road to El Dorado - (2000, Artista del guion gráfico)
- Chicken Run - (2000, Artista del guion gráfico adicional)
- Shrek - (2001, Artista de historia)
- El espantatiburones - (2004, Jefe de historia, Actor de voz)
- Vecinos invasores - (2006, Artista de historia)
- Madagascar 2: Escape de África - (2008, Actor de voz)
- Cómo entrenar a tu dragón - (2010, Gracias especial)
- Turbo - (2013, Director, Guionista)
- The Boss Baby - (2017, Actor de voz)
- Captain Underpants: The First Epic Movie - (2017, Director)
- Wish Dragon - (2019, Director)
- A Hobo Visiting - (2024, Director)